# 阿迪朗达克公园
阿迪朗达克公园（英語：Adirondack Park）是一个位于纽约州北部的州立保护区，它的总面积超过两万五千平方公里，其中一半归纽约州公民，另一半则为私人用地。它也是美国本土面积最大的公共保护区，该公园始于1892年，最初的目的是为了保护该区域内的河流和林业资源。